# Sungai Liuk
Sungai Liuk is een bestuurslaag in het regentschap Sungai Penuh van de provincie Jambi, Indonesië. Sungai Liuk telt 876 inwoners (volkstelling 2010).